# Snoy

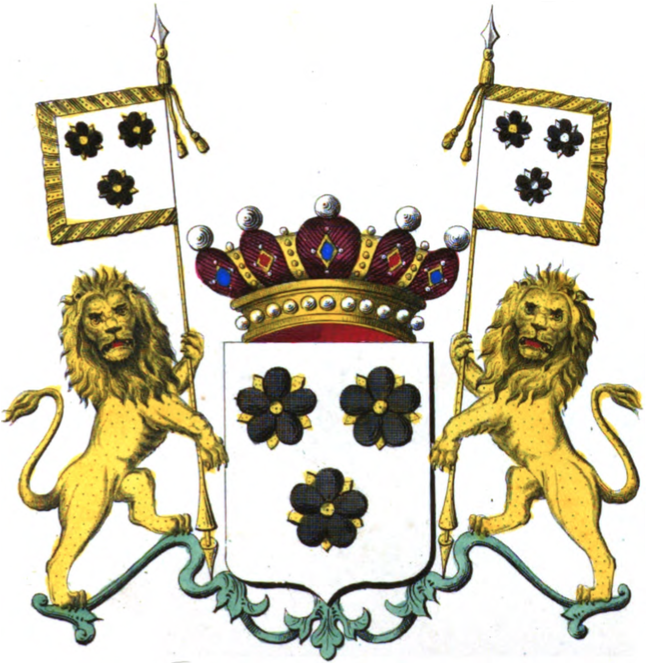
Wapen van de familie Snoy d'Oppuers

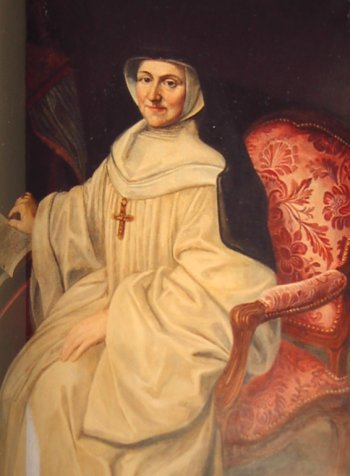
Marie Alexandrine Snoy (dame Séraphine)

Snoy, ook Snoy d'Oppuers of Snoy et d'Oppuers, is een adellijke Belgische familie.

## Geschiedenis
De familie Snoy was afkomstig uit het Sticht Utrecht. Renier Snoy (1490-1534) was ambassadeur van keizer Karel in Schotland en Denemarken, humanist en correspondent van Erasmus. Tijdens de opstand tegen koning Filips II kozen de broers Josse en Diederik Snoy elk een ander kamp: de eerste bleef katholiek en installeerde zich in Mechelen, de tweede werd calvinist en watergeus. Willem van Oranje benoemde hem tot admiraal van de Zuiderzee en stadhouder van het Hollandse Noorderkwartier (1572-1588).
De zoon van Josse, Philips Snoy, verkreeg in 1633 de riddertitel, waardoor de familie voor het eerst in de adel werd opgenomen. Hij was heer van Poederlee en Oppuurs, en burgemeester van Mechelen. Ten gunste van zijn zoon Jean Charles Snoy werd in 1664 de heerlijkheid Oppuurs tot baronie verheven en werd de titel hiervan bij eerstgeboorte overdraagbaar.
In 1816 (maar zonder gevolg) en opnieuw in 1822 werd de adellijke status bevestigd en werd de baronstitel erfelijk op alle nakomelingen. Alle Snoys hierna vermeld dragen de titel baron of barones voor de naam Snoy et d'Oppuers. Allen beperken zich, volgens familietraditie, tot het gebruiken van de korte naam Snoy. Alleen het familiehoofd gebruikt de naam Snoy et d'Oppuers.
Het huwelijk in 1810 van de erfgename Joséphine Cornet de Grez met Idesbalde-François Snoy et d'Oppuers bracht het domein en kasteel Bois-Seigneur-Isaac binnen in de oudste tak van de familie Snoy, die sinds 1563 in Mechelen woonde. Bois-Seigneur-Isaac werd voortaan hun hoofdverblijfplaats, waar de archieven, portretten en andere familiezaken voortaan werden bewaard.
In 1983 werd het toenmalige familiehoofd, Jean-Charles Snoy et d'Oppuers vereerd met de persoonlijke titel van graaf.
In 1975 werd aan leden van de familie vergunning verleend om aan het wapenschild de wapenspreuk Love and Faith toe te voegen.

## Genealogie
- Guillaume-François Snoy, x Dorothée van T'Sestigh.
  - Philippe Ghislain Snoy d'Oppuers (Mechelen, 18 juni 1744 - 14 maart 1825), schepen en burgemeester van Mechelen, trouwde in 1774 met Marie van der Gracht (1752-1832). Hij kreeg in 1816 erkenning in de erfelijke adel met de titel baron, overdraagbaar bij eerstgeboorte. Hij weigerde. In 1822 werd de erkenning opnieuw toegekend, ditmaal met de titel baron overdraagbaar op alle afstammelingen.
    - Idesbalde Snoy d'Oppuers (1777-1840), senator, x Joséphine Cornet de Grez (1777-1840).
      - Eulalie Snoy (1812-1862), x graaf Ferdinand Cornet de Grez d'Elzius (1797-1869), lid van het Nationaal Congres, volksvertegenwoordiger.
      - Idesbalde Snoy et d'Oppuers (1819-1870), provincieraadslid voor Brabant, x barones Marie-Julie Goethals (1837-1909), dochter van luitenant-generaal Auguste Goethals, minister van Oorlog.
        - Thierry Snoy et d'Oppuers (1862-1930), senator, burgemeester, x Jacqueline de Pret Roose de Calesberg (1867-1900), dochter van senator Gaston de Pret Roose de Calesberg, xx Claire de Beughem de Houtem, dochter van senator Arthur de Beughem de Houtem. Hij kreeg drie kinderen uit het eerste en zes kinderen uit het tweede bed.
          - graaf Jean-Charles Snoy et d'Oppuers (1907-1991), x gravin Nathalie d'Alcantara (1914-2007).
            - Bernard Snoy (1945) x Christine de Weck (1947).
            - Thérèse Snoy (1952) x Jean Corre (1936) .

      - Alphonse Snoy et d'Oppuers (1820-1844), x Julienne de la Croix de Chevrière de Sayve (1819-1897).
        - Georges Snoy (1844-1923), volksvertegenwoordiger, x gravin Alix du Chastel de la Howarderie.
          - Raymond Snoy (1885-1960), luitenant-generaal, x Enid Siltzer (1895-1983).
            - Patrick Snoy (1929-1993), x Myriam Peers de Nieuwburgh (1929-2020).
              - Anita Snoy (1953) x de Nederlander jhr. mr. Louis Henri van Lennep (1948), advocaat en zoon van jhr. mr. Emiel van Lennep, secretaris-generaal van de OESO.

      - Charles Snoy et d'Oppuers (1823-1908), volksvertegenwoordiger, x Claire de la Croix de Chevrière de Sayve (1821-1894).
        - Raoul Snoy (1846-1919), vleugeladjudant van de koningen Leopold II en Albert I, x Eugénie Desmanet de Biesme (1861-1923).
        - Maurice Snoy (Kasteelbrakel 1847-1912), directeur-generaal van de Internationale Expo van Brussel (1897), x Hélène de Woelmont (1853-1923).
          - Robert Snoy (1879-1946), x barones Lucie de Tornaco 1895-1969). Hij was voorzitter van de Internationale Cie Wagons-Lits (in 1984 uitgedoofde tak).

    - Alexandre Snoy (1785-1863) x Désirée van Leemputte (1791-1837).
      - Philippe Snoy (1811-1856), burgemeester van Melsbroek, x Caroline Powis de ten Bossche (1825-1904).
        - Albert Snoy (1850-1897), senator, x Caroline Cogels (1860-1935).
          - Guillaume Snoy (1889-1975), ondervoorzitter van de Banque d'Escompte et de Travaux, burgemeester van Melsbroek, x Simone du Roy de Blicquy (1892-1918), xx Angèle de Thibault de Boesinghe (1894-1997). Met afstammelingen tot heden.

## Archieven
- F. DE KEMMETER, Inventaire des archives de la maison Snoy, Rijksarchief Brussel, 1943-1965.
- D. HESBOIS, C. VOLTERS & A. NOTEBAERT, Inventaire des archives de Jean-Charles, baron Snoy et d'Oppuers (1848-1961), Rijksarchief, Brussel, 1988.
- B. DE MEYER & J. VERHOOGEN, Inventaire des archives du comte Jean-Charles Snoy et d'Oppuers, 1907-1991, Leuven, Kadoc, 1995.
- M. VANDERVENNET, Inventaire des archives du miniustère des Affaires économiques, secrétariat général, archives du secréraire général Jean-Charles Snoy et d'Oppuers, 1944-1955, Rijksarchief, Brussel, 2006.